# 決断の時
「決断の時」（けつだんのとき）は、吉田拓郎が1994年6月17日にリリースした40枚目のシングル。発売元はフォーライフ・レコード（現・フォーライフミュージックエンタテイメント）。

## 概要
「決断の時」は、近藤真彦主演のNHK金曜時代劇『大江戸風雲伝』の主題歌。
2018年現在、アルバム未収録であり、シングルも廃盤となっているが、iTunesをはじめとした音楽配信サイトでは現在でも販売している。

## 収録曲
1. 決断の時
作詞・作曲・編曲：吉田拓郎
2. 決断の時 (オリジナルカラオケ)

## 収録ディスク
- アルバム未収録